# 池田俊清
池田 俊清（いけだ としきよ）は、江戸時代中期の岡山藩の家老。通称は右膳、隼人。建部池田家（森寺池田家）8代当主。

## 略歴
宝永4年（1707年）12月2日、岡山藩家老日置忠明の子として誕生。母は理性院。幼名は七介。
享保8年（1723年）、従兄の家老池田太寅の養子となり、建部池田家を相続する。同年、藩主池田継政に御目見する。通称を右膳と名乗る。寛保3年（1743年）閏4月、仕置家老となり通称を隼人と改める。宝暦6年（1756年）、実母の理性院が死去する。宝暦12年（1762年）、嫡男の政之介（勝敬）が死去し、四男の民之助（清煕）を新たに嫡男とする。宝暦14年（1764年）、牛窓で朝鮮通信使の接待役を務める。明和2年（1765年）4月、隠居し清煕に家督を譲る。同年6月9日没。墓所は阿光山建部池田家墓所（岡山県岡山市北区建部町）。
次男の長孝は鳥取藩家老乾家を継いでいる。また、長男勝敬の許婚であった里子（土肥経平の娘）を養女として公家五条為俊に嫁がせている。

## 系譜
- 父：日置忠明（1648-1719）
- 母：理性院（?-1756）
- 養父：池田太寅（1682-1723）
- 正室：上田主水（広島藩家老）妹
- 生母不明の子女
  - 長男：池田勝敬（?-1762） - 政之介
  - 次男：乾長孝
  - 四男：池田博道（1748-1812）
- 養子
  - 女子：里子 - 五条為俊室、土肥経平の娘